# キャリアコンサルティング
キャリアコンサルティング（英：career consulting）とは、学生・求職者・在職者等を対象に職業選択や能力開発に関する包括的な相談・助言を行うこと。
キャリアコンサルタントの業務。